# مارونید
مارونید (به انگلیسی: Marooned) یک فیلم سینمایی آمریکایی در ژانر فیلم علمی تخیلی محصول سال ۱۹۶۹ میلادی به کارگردانی جان استرجس و بازیگران اصلی این فیلم گریگوری پک ، ریچارد کرنا ، دیوید جانسن ، جیمز فرنسیسکس و جین هکمن هستند. فیلم درباره سه فضانورد است که در فضا به دام می افتند و به آرامی خفه می شوند.  این فیلم بر اساس رمان سال ۱۹۶۴ با همین نام توسط مارتین کیدین ساخته شده است. در حالی که این رمان اصلی بر اساس پروژه تک خلبان برنامه فضایی مرکوری ساخته شده بود. فیلم یک سفینه فرماندهی و خدمات آپولو را با سه فضانورد و یک ایستگاه فضایی شبیه اسکای‌لب به تصویر می‌کشد. مارتین کیدین به عنوان مشاور فنی عمل کرد و رمان را به روز کرد.

## داستان
پس از سپری کردن ماه‌ها در یک آزمایشگاه در مدار زمین، سه فضانورد خود را آماده بازگشت به زمین می کنند، اما متوجه می شوند که راکت‌شان از کار افتاده است. پس از اینکه آنها تصور می کنند در فضا رها شده اند، ناسا تصمیم میگیرد عملیات نجات خطرناکی را اجرا کند... 